# Jean-Baptiste Armonville
Jean-Baptiste Armonville, né à Reims, rue des Créneaux, dans la paroisse de Saint-Timothée, le 18 novembre 1756 et mort dans la même ville le 11 décembre 1808, est l'un des rares ouvriers élus députés à la Convention, son collègue Noël Pointe étant quant à lui un ancien ouvrier armurier.

## Biographie
Fils de Nicolas-Toussaint Armonville (né le 9 mars 1717 à Reims, mort le 26 novembre 1782 à l'Hôtel des Invalides), un ancien soldat enrôlé dans le régiment du Poitou par un sergent recruteur en 1734 et retourné à Reims pour être sergier, et de Marie-Anne Henriet, Jean-Baptiste Armonville perd sa mère à 14 ans. Son père quittant alors Reims, son parrain, Jean-Baptiste Payen, marchand de draps, et un oncle paternel, également dénommé Jean-Baptiste Armonville, ouvrier tisseur, le prennent en charge, et il entre à son tour à la fabrique.
Ouvrier cardeur de laine, il doit confier ses cinq enfants survivants à l'Hôtel-Dieu après la mort de son épouse dans cet établissement hospitalier le 8 mai 1790. De 1789 à 1792, il anime le club populaire des Minimes, dont les réunions deviennent si fréquentes, que des ouvriers s'installent à demeure avec femmes et enfants. Gustave Laurent a qualifié ce club ouvrier de « phalanstère », le journaliste thermidorien Henri Delloye de « dortoir des Minimes ».
Le 4 juillet 1792, il est à la tête d'une manifestation de 3 500 ouvriers qui veulent appuyer le maire patriote Hurtault-Pinchart contre les autorités « feuillantines » du district de Reims.
En septembre 1792, l'assemblée électorale de la Marne se réunit à Reims. Toutefois, à l'annonce de la chute de Verdun, les électeurs de l'est du département rentrent chez eux. Ce départ favorise l'élection de huit montagnards sur dix députés. Armonville, qui a été nommé électeur par l'assemblée primaire de son quartier et participe aux opérations électorales du second degré, est élu député à la Convention le 3 septembre 1792, le 8e, par 130 voix sur 203 votants,,.
Parvenant à l'aisance grâce à son indemnité de parlementaire de 18 livres par jour, Armonville reprend ses enfants et s'installe avec sa nouvelle compagne, dont il aura un fils nommé Mucius-Scævola. Il tente en vain de faire prononcer le divorce de sa compagne afin de l'épouser, malgré des démarches auprès des autorités judiciaires, du juge de Paix du 3e canton de Reims, son ami l'archiviste Lemoine, et du mari de sa compagne. À l'assemblée, il est élu au comité des domaines (avec notamment Bentabole par décret du 1er août 1793) et au comité des inspecteurs de la salle, où il joue un rôle effacé,.
Le 16 octobre 1792, il est nommé par décret, avec Bion, Cambacérès, Foussedoire, Rudel et Treilhard, au sein d'une commission instituée, à la demande de la Commission extraordinaire des Vingt-Quatre (chargée d'inventorier les papiers du Comité de surveillance de la Commune de Paris), que dominent les Girondins, afin de vérifier les comptes de la Commune de Paris.
Lors du procès de Louis XVI, il vote contre l'appel au peuple et pour la mort sans sursis. Assis à côté de Jean-Paul Marat, qu'il admire, il vote contre sa mise en accusation et contre la commission des Douze. Resté en contact avec les révolutionnaires de Reims, il favorise la mission de Jean-Baptiste Bô, qui épure les autorités de la ville en brumaire an II.
Le 23 vendémiaire an II (14 octobre 1793), au nom du comité des domaines, il fait un rapport relatif à des usines compris dans le bien national acquis par un particulier et propose un projet de décret tendant à accorder au citoyen Jeannet la permission de construire un fourneau à fonte des minières, dans l'ancienne abbaye de la Grâce-Dieu. La convention ordonne son impression et son ajournement,.
Après le 9-Thermidor, il s'associe d'abord aux ennemis de Robespierre, adressant aux Jacobins de Reims une longue lettre lue à la séance du 11 thermidor (29 juillet 1794).
Pendant la Convention thermidorienne, cependant, insulté et pris à partie par les muscadins, il continue à revendiquer ses idées, tandis que ses amis rémois sont destitués et emprisonnés. En novembre 1794, il tente en vain de s'opposer à la fermeture du club des jacobins, dont il est un membre assidu. Lui-même échappe à la proscription, mais, à la fin de la session, sa famille doit travailler à la filature.
En l'an IV, il entre au club du Panthéon, où il se lie à Darthé. Puis, après la fermeture du club par les autorités le 21 février 1796, il fréquente le comité directeur secret qui s'assemble près de la Halle au blé à l'initiative de Gracchus Babeuf. De retour à Reims, grâce à un secours du Directoire, il assure en mars-avril 1796 la propagande babouviste auprès des ouvriers cardeurs de la ville, ainsi que dans l'Aisne et les Ardennes. Inquiété du fait de ses activités, il s'enfuit vers Rethel puis Soissons. Arrêté le 11 prairial an IV (30 mai 1796) à Villers-Cotterêts, il est transféré à la maison d'arrêt de Soissons. Toutefois, il est sauvé grâce à la complicité d'un magistrat de Laon, Lazare-Léon Silvy, ancien professeur de belles-lettres de Saint-Just au collège des Oratoriens de Soissons, commissaire du gouvernement près l'administration centrale de l'Aisne de 1795 à 1796, élu en 1797 accusateur public près le tribunal criminel de ce département, chez lequel il se tient caché durant plusieurs semaines, jusqu'à la fin de la crise. Puis il rentre à Reims, où il jouit de nombreuses sympathies, y compris parmi la bourgeoisie.
Après le coup d'État du 18 fructidor an V, un mouvement jacobin paraît se dessiner. En frimaire an VI (novembre-décembre 1797), Armonville demande et obtient l'autorisation d'ouvrir dans les quartiers ouvriers de Reims un « Cercle constitutionnel » qui semble avoir été réservé aux ouvriers, en fait, sinon en droit.
N'ayant pu reprendre son ancien emploi, ses amis obtiennent, après la poussée démocratique aux élections d'avril et mai 1798, qu'il soit nommé le 4 novembre 1798 par arrêté du Directoire, au modeste emploi d'inspecteur de la taxe d'entretien des routes dans l’Oise puis dans les Ardennes, poste qui ne l'oblige qu'à des déplacements momentanés de Reims dans les districts 
voisins de Rethel, Vouziers et Charleville. Toutefois, destitué sous le Consulat, il part pour Nantes, où il travaille comme garde-magasin et tisseur dans une manufacture de 1800 à 1808; il loge dans la 11e section, au no 12, rue du Grand-Biesse, près le pont de la Magdeleine. Il revient dans sa ville natale en septembre 1808, tandis que sa femme reste à Nantes, et s'installe dans une maison pauvre, au no 6 de la rue du Cerf, où il meurt deux mois plus tard; l'état-civil le dit alors « journalier » et l'inventaire de ses effets révèle son indigence,.
Surnommé « Bonnet Rouge » à cause de la coiffure qu'il ne quittait jamais,, il meurt fidèle à ses convictions qui l’ont fait considérer comme un des précurseurs du communisme. Son fils aîné, élève à l’École impériale des arts et métiers de Châlons, descendu à Reims, rue de la Couture, et son cousin et ancien compagnon de lutte Nicolas-Jacques Tristant, devenu maître de billard, rue Large, déclarent son décès. Il est inhumé dans le cimetière des églises paroissiales de Saint-Rémi et Saint-Maurice, désaffecté en 1832.
Une rue Armonville existe à Reims porte son nom depuis 1903.

## Famille
Marié à Reims le 27 juin 1779 à Marie-Anne Landrouin (1756-1790), fille aînée d'un ancien boucher de Verdun dont la mort a ruiné sa famille et dont la veuve est morte à l'Hôtel-Dieu le 10 avril 1775, il se met en ménage, après son décès, avec Marie-Jeanne-Adrienne Soulier, sœur d'un de ses camarades, abandonnée par son mari, François Chaté. Il vient de la perdre quand, sous le Consulat, il décide de s'expatrier à Nantes. 
Il se remarie à Nantes avec Marie-Louise Gobert (1758-1806), puis, toujours à Nantes, le 20 mai 1806, avec Catherine Renée Nau (née le 13 octobre 1759 à Saint-Pierre-du-Chemin, en Vendée), fille de Louis Nau, ancien membre du comité révolutionnaire de Nantes.
De son premier mariage, Armonville a eu six enfants, dont trois sont morts en bas âge, comme Jean-Baptiste-Nicolas, né le 2 septembre 1782 et décédé le 24 septembre 1783. Ont survécu:
- Marie-Nicole-Sophie, née le 22 avril 1781 à Reims. Ouvrière en modes à Paris, rue des Filles-Dieu, près du passage du Caire, elle recueille son demi-frère, Mucius-Scævola, âgé de 6 ans, quand son père part pour Nantes[19].
- Jean-Baptiste-Nicolas, né le 10 avril 1788 à Reims est âgé de douze ans quand son père part pour Nantes. Il demeure rue du Ruisselet, chez le cousin germain de son père, Jean-Baptiste Armonville le jeune, né le 6 novembre 1763, mort à l'hôpital le 7 avril 1820. Il apprend à tisser et travaille dès le plus jeune âge chez un fabricant en laine de la rue Neuve, Sébastien Outelet, dont il épouse une des parentes, le 13 octobre 1807, Marie-Catherine Outelet, fille d'un perruquier de la rue des Moulins âgée de 17 ans et demi. En 1812, il est compris dans un contingent de jeunes gens du 3e canton de Reims, tous ouvriers tisseurs, bien que marié et père de famille. Emprisonné à Clairvaux, il participe à une tentative d'évasion organisée par des compagnons de cellule, mais l'un d'eux dénonce le complot. Ayant blessé son dénonciateur, il est poursuivi pour tentative d'assassinat. Condamné le 11 mars 1816 aux travaux forcés à perpétuité, il est marqué au fer rouge des lettres « TP » et exposé au carcan sur la place publique de Troyes, avant d'être envoyé au bagne de Brest, où il reste de 1816 à 1850[26],[20],[27]. Après la révolution de février 1848, sa famille fait des démarches auprès d'Hippolyte Carnot, fils du conventionnel, membre du gouvernement provisoire, qui a aidé Jean-Regnault dans ses débuts. L'enquête ayant établi qu'il avait été principalement condamnée à cause de ses origines, sa grâce est signée par le Président de la République le 4 mai 1850. Libéré après 34 ans de captivité, il rentre dans sa ville natale; sa fille est morte, son épouse habite au no 1 de la rue Saint-Bernard, où elle a repris un petit commerce[28],[29].
- Jean-Regnault Armonville, né à Reims le 6 août 1786. Entré à l’École impériale des arts et métiers de Châlons puis, le 4 mars 1809, au Conservatoire des arts et métiers de Paris, il en devient professeur de mathématiques et secrétaire de 1810 à 1835. En 1829, au décès du sous-directeur du Conservatoire, il sollicite ce poste, en vain. Il a publié un certain nombre d’études sur le commerce et l’industrie — par exemple, un Guide des Artistes ou répertoire des Arts et Manufactures en 1818 — qui le mettent au rang des personnalités scientifiques de l’époque. Il meurt à Paris, rue Neuve-Saint-Augustin, le 11 avril 1837. Marié à Reims le 27 mai 1809 à Marie-Suzanne Bruton, fille d'un ancien tisseur, originaire du Calvados et demeurant rue de Vesle, son fils aîné, Auguste, né à Paris en 1810, mort à Paris en 1899, a également occupé les fonctions de professeur au conservatoire des Arts et Métiers, où il a poursuivi les travaux de son père[4],[30].

Quant à Mucius-Scævola Armonville, fils de Marie-Jeanne-Adrienne Soulier né à Paris le 1er ventôse an II (19 février 1794), devenu fabricant de jouets, il meurt en son domicile du 25, rue Réaumur, à Paris, le 18 juin 1869, à l'âge de 75 ans, laissant huit enfants après deux mariages.